# 6191 Eades
A 6191 Eades (ideiglenes jelöléssel 1989 WN1) a Naprendszer kisbolygóövében található aszteroida. Brian G. W. Manning fedezte fel 1989. november 22-én.